# Peter Cetera
Peter Paul Cetera (Chicago, 1944. szeptember 13. –) amerikai zenész, énekes, dalszerző, gitáros, aki leginkább a Chicago együttes frontembereként és basszusgitárosaként vált ismertté. A zenekarban 1967-től működött, egészen 1985-ös kiválásáig. Ezt követően sikeres szólókarrierbe kezdett, melynek során 8 stúdióalbuma jelent meg, míg előtte a Chicago-val nem kevesebb, mint 17 nagylemezt adott ki.
Cetera volt a szerzője és énekese a Chicago talán legnagyobb slágerének, az If You Leave Me Now-nak, mely nemcsak az első dala lett az együttesnek, amely a slágerlisták élére tudott kerülni, hanem a zenekar első Grammy-díját is megkapta érte. Cetera szólóelőadóként hat darab top 40-es dalt jegyez. 2020-ban a Chicago többi tagjával együtt Grammy Életmű-díjban részesült.
Apai ágon lengyel, anyai ágon magyar (budakeszi sváb) származású. Két lánya van.

## Diszkográfia

### Szóló stúdióalbumok
- Peter Cetera (1981)
- Solitude/Solitaire (1986)
- One More Story (1988)
- World Falling Down (1992)
- One Clear Voice (1995)
- Another Perfect World (2001)
- You Just Gotta Love Christmas (2004)